# ヨアヒム・エルンスト (ブランデンブルク＝アンスバッハ辺境伯)
ヨアヒム・エルンスト・フォン・ブランデンブルク＝アンスバッハ（Joachim Ernst von Brandenburg-Ansbach、1583年6月22日 - 1625年3月7日）は、フランケン地方アンスバッハ侯領の辺境伯（在位：1603年 - 1625年）。ブランデンブルク選帝侯ヨハン・ゲオルクの六男。ブランデンブルク選帝侯ヨアヒム・フリードリヒの異母弟、バイロイト辺境伯クリスティアンの同母弟。

## 生涯
ヨアヒム・エルンストは、ブランデンブルク選帝侯ヨハン・ゲオルクとその3番目の妻エリーザベト・フォン・アンハルトとの間に生まれた息子である。1603年、遠縁のゲオルク・フリードリヒが亡くなったことでフランケン系ホーエンツォレルン家の古い家系であるアンスバッハ＝イェーゲルンドルフ家が断絶したため、ブランデンブルク＝アンスバッハ辺境伯を継承した。フランケン系ホーエンツォレルン家の新しい家系がヨアヒム・エルンストにより創設されたのである。
ヨアヒム・エルンストがゲオルク・フリードリヒの遺領（ブランデンブルク＝アンスバッハ辺境伯領とブランデンブルク＝クルムバッハ辺境伯領）の一部を継承することは、1598年のゲラーエア家内法で既に定められていた。この規定に従って、ヨアヒム・エルンストはブランデンブルク＝アンスバッハ辺境伯領を継承し、兄クリスティアンがブランデンブルク＝クルムバッハ辺境伯領（後のブランデンブルク＝バイロイト辺境伯領）を得た。

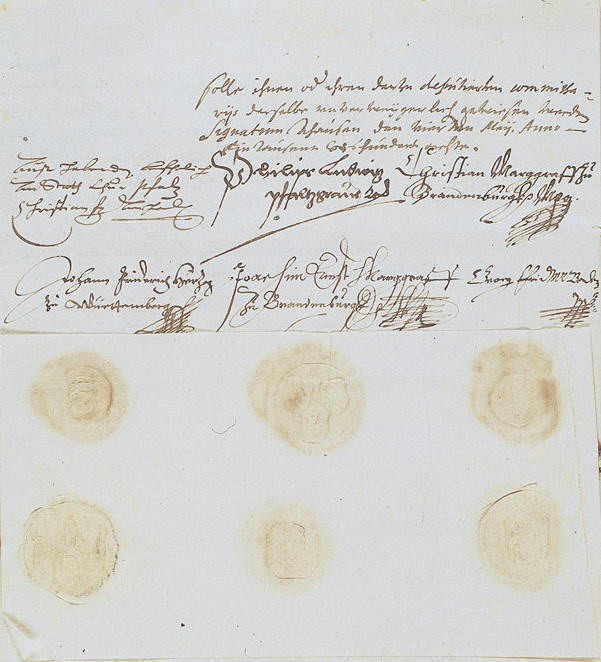
プロテスタント同盟の連盟書（中央がヨアヒム・エルンストの印章）

17世紀初めの宗教対立で、ヨアヒム・エルンストはプロテスタント・カルヴァン派に属し、八十年戦争を支援した。また、1608年にネルトリンゲン近郊のアウハウゼン修道院で結成されたプロテスタント同盟の成立に関与した。カトリック軍の軍事的優位に直面し、特に三十年戦争が勃発した後、1621年にはすでにプロテスタント同盟は消滅していた。プロテスタント同盟の自然解消後、ヨアヒム・エルンストは戦争勃発の共同責任を指弾され、それまでの同盟者たちとは遠く距離を置くようになった。

## 子女
1612年にゾフィー・ツー・ゾルムス＝ラウバッハ（1594年 - 1651年）と結婚した。彼らの子供は以下の通り。
- ゾフィー（1614年 - 1646年） - バイロイト辺境伯クリスティアンの息子エルトマン・アウグストと結婚、クリスティアン・エルンストの母。
- フリードリヒ（1616年 - 1634年） - ブランデンブルク＝アンスバッハ辺境伯
- アルブレヒト（1617年 - 1617年）
- アルブレヒト（1620年 - 1667年） - ブランデンブルク＝アンスバッハ辺境伯
- クリスティアン（1623年 - 1633年）